# Jack Lester
Jack William Lester (nació el 8 de octubre de 1975) es un exjugador profesional de fútbol inglés que jugó como delantero de 1994 a 2013.
Lester inició desde las categorías inferiores del Grimsby Town donde ascendió al primer equipo en 1994. Se convirtió muy pronto en parte del equipo que ganó el Football League Trophy y los play-offs de la Football League Second Division en la temporada 1997-98. Jugó en Blundell Park hasta la mitad de la temporada 1999-2000 cuando fue firmado por los rivales de la ciudad Nottingham Forest en la Football League First Division. Se mantuvo tres años jugando en el primer equipo antes de pasar al Sheffield United en 2003. Lester regresó al Nottingham después de pasar un año con los "Blades". 
Lester se mantuvo durante tres temporadas antes de fichar por Chesterfield en 2007. Después de seis años en Chesterfield Lester se retiró el 27 de abril de 2013.

## Trayectoria

### Grimsby Town
Lester comenzó su carrera en Grimsby Town y firmó su primer contrato profesional en 1994. Él consiguió la titularidad en Grimsby por el técnico Alan Buckley y su asistente John Cockerill. Después de un breve préstamo al Doncaster Rovers en el que jugó 10 partidos (4 en la alineación titular) y marcó un gol, Lester se hizo habitual en Blundell Park. 
Durante ese tiempo, formó alianzas con los delanteros Clive Mendonca, Steve Livingstone, Lee Ashcroft y Jamie Forrester. Fue durante la temporada 1997-1998 que tuvo sin duda su mejor temporada con Grimsby. Él era uno de los fijos en el primer equipo y ayudó al club a tener éxito en una impresionante victoria doble final en el estadio de Wembley. Los "Marineros" derrotaron a AFC Bournemouth en el Football League Trophy (aunque Lester fue suspendido para la final) antes de vencer a Northampton Town en la final de las eliminatorias de la División Dos un par de semanas más tarde.
Lester se quedó en Grimsby hasta que a mitad de la tercera temporada 1999-2000 fue fichado polémicamente justo después del cambio de milenio.
Hizo más de 90 partidos de liga y marcó 17 goles en la liga en su momento con los Marineros, y sigue siendo una figura popular en el club.

### Nottingham Forest
David Platt firmó a Lester para el ex campeón europeo Nottingham Forest en el año 2000 por 300.000 libras, apenas tres semanas después de que él dirigió la victoria de Grimsby superando a Nottingham 4-3 en la Liga, fue a partir de ese juego que Platt se interesó en fichar al jugador.
Tomó algún tiempo para Lester para instalarse en City Ground, pero cuando Platt dejó el club, el nuevo mánager Paul Hart le trasladó a un papel de centrocampista ofensivo en el que destacó, haciendo más de 70 asistencias y anotando 24 goles. En 2003 fue vendido por Hart en un intento de reducir las deudas.

### Chesterfield
En junio de 2007 fichó por el Chesterfield FC en un contrato de 3 años. Él terminó la temporada 2007/08 como máximo goleador de Chesterfield, con 27 goles en todas las competiciones. 
Esto lo hizo el tercero mejor goleador en la Football League Two, con 25 goles en la liga, 4 goles detrás de Aaron McLean de Peterborough. Esa temporada también se convirtió en el jugador más rápido de la postguerra en hacer 20 goles en una temporada para Chesterfield, consiguiendo su 20.º (y el 100.º gol) en vivo en la televisión contra Hereford United.
Terminó tercero en Inglaterra, en porcentaje de goles, detrás de Cristiano Ronaldo y Fernando Torres. Lester anotó su centésimo gol de liga de su carrera en la victoria 2-1 sobre el Exeter City el 28 de enero de 2009. También estableció un récord del club en ser el primer goleador del club en anotar 20 goles en temporadas consecutivas desde hace 82 años. A pesar de anotar pocos goles que en su primera temporada en Chesterfield, terminó la temporada 2008/9, como máximo goleador de la Liga 2, con 20 goles.
En la temporada 2010/11 Lester anotó 17 goles en 29 partidos (todos en los partidos en casa) y Chesterfield FC resultó campeón de la Football League Two. Después de firmar un nuevo contrato de 2 años, se mantiene en el club hasta junio de 2013. Lester sufrió una fractura en el brazo contra el Leyton Orient, en septiembre de 2011, que lo mantuvo fuera durante tres meses. Careciendo de Jack y el portero lesionado Tommy Lee, los resultados de Chesterfield sufrieron y el equipo se desplomó en el fondo de la división. Lester regresó al equipo a finales de diciembre, pero fue suspendido y se perdió otros tres partidos después de que el árbitro en el partido en casa contra Walsall vio la grabación del juego y lo vio golpear a un oponente.
El 30 de enero de 2012 Jack anotó el gol de la victoria en Boundary Park contra el Oldham Athletic, para llevar a Chesterfield a la final del Football League Trophy en Wembley, en un marcador global de 3-1.
En su última temporada en Chesterfield (2012-13), Lester jugó la mayoría de sus juegos desde el banco de suplentes. Hizo sólo 11 asistencias a pesar de jugar 38 partidos en todas las competiciones. A pesar de esto, su promedio sigue siendo impresionante, después de haber embolsado 11 goles en sólo 1454 minutos (el equivalente a poco más de 16 juegos completos). Jack jugó su último partido con el Chesterfield, y su último partido en el fútbol profesional en 27 de abril de 2013. Anotó dos goles para los "Spireites" y ganó 4-0 en un partido que fue una "gran despedida para un jugador que siempre será recordado por los fieles de Chesterfield". Él es una verdadera leyenda del club y será extrañado por todos los aficionados de Chesterfield.

## Clubes
| Club              | País       | Año         | Goles |
| ----------------- | ---------- | ----------- | ----- |
| Grimsby Town      | Inglaterra | 1994 - 2000 | 17    |
| Nottingham Forest | Inglaterra | 2000 - 2003 | 21    |
| Sheffield United  | Inglaterra | 2003 - 2004 | 12    |
| Nottingham Forest | Inglaterra | 2004 - 2007 | 13    |
| Chesterfield FC   | Inglaterra | 2007 - 2013 | 85    |

## Palmarés
| Título                    | Club            | País       | Año  |
| ------------------------- | --------------- | ---------- | ---- |
| Second Division play-offs | Grimsby Town    | Inglaterra | 1998 |
| Football League Trophy    | Grimsby Town    | Inglaterra | 1998 |
| Football League Two       | Chesterfield FC | Inglaterra | 2011 |
| Football League Trophy    | Chesterfield FC | Inglaterra | 2012 |